# فلفل (فلم)
فلفل هو فيلم مصري عرض عام 1950، بطولة إسماعيل ياسين وحسن فايق وماجدة ولولا صدقي، ومن إخراج سيف الدين شوكت.

## قصة الفيلم
يجري دكتور تجارب على الأصوات وينشغل عن زوجته التي تعاني من الفراغ، فتشاغل جارها المطرب كثير العلاقات ويكتشف الدكتور ما تفعله زوجته، فيقرر حرمان المطرب من صوته الجميل، واستبداله بصوت فلفل صبي البقال.

## طاقم التمثيل
- إسماعيل ياسين: (فلفل)
- حسن فايق: (الديك - الطبيب)
- ماجدة: (شربات)
- لولا صدقي: (لولا)
- إلياس مؤدب: (معلوف)
- فريد شوقي: (النصاب)
- زكي الفيومي: (شرف - المطرب)
- محمد أبو السعود: (سطوحي)
- محسن حسنين: (قنديل)
- جمعة إدريس: (عوض)
- حسين عاكف: (المحضر)
- محمود لطفي
- سومة إلياس

## فريق العمل
- إخراج: سيف الدين شوكت، مصطفى العطار
- قصة: مصطفى العطار
- سيناريو: سيف الدين شوكت
- حوار وتأليف الأغاني: حسن توفيق
- ألحان الأغاني: حسن أبو زيد
- مدير التصوير: فيكتور أنطون
- مونتاج: أحمد إسماعيل
- مدير الإنتاج: محسن سابو
- توزيع: أفلام مبازيم